# USA International Series
Die USA International Series, auch US International Series betitelt, sind ein offenes internationales Badmintonturnier in den USA. Das Turnier wurde erstmals im Jahr 2016 ausgetragen.

## Turniersieger
| Jahr      | Herreneinzel              | Dameneinzel       | Herrendoppel                        | Damendoppel                     | Mixed                           |
| --------- | ------------------------- | ----------------- | ----------------------------------- | ------------------------------- | ------------------------------- |
| 2016      | Indra Bagus Ade Chandra   | Jeanine Cicognini | David Pohan Ricky Alverino Sidharta | Nicole Marquez Adelina Quiñones | David Pohan Jenna Gozali        |
| 2017      | Kento Momota              | Jamie Hsu         | Vinson Chiu Tony Gunawan            | Annie Xu Kerry Xu               | Toby Ng Josephine Wu            |
| 2018      | Bagalur Rajanna Sankeerth | Saya Yamamoto     | Joshua Hurlburt-Yu Duncan Yao       | Akane Araki Riko Imai           | Joshua Hurlburt-Yu Josephine Wu |
| 2019 2025 | nicht ausgetragen         | nicht ausgetragen | nicht ausgetragen                   | nicht ausgetragen               | nicht ausgetragen               |